# Grotte de Naulette
 (février 2019).
Si vous disposez d'ouvrages ou d'articles de référence ou si vous connaissez des sites web de qualité traitant du thème abordé ici, merci de compléter l'article en donnant les références utiles à sa vérifiabilité et en les liant à la section « Notes et références ».
La grotte de la Naulette ou trou de la Naulette est une grande caverne de Belgique, située sur la rive gauche de la Lesse, à proximité de son embouchure avec la Meuse, à Dinant, dans la Province de Namur.

## Fossiles
C'est dans cette grotte qu'Édouard Dupont découvrit en 1866, une mandibule néandertalienne abimée, dorénavant exposée au Muséum des sciences naturelles de Belgique. Cette mandibule présente des caractères archaïques, notamment sur le port des dents (toutes disparues), avec des emplacements de fortes canines et de larges molaires, de taille croissante vers l'arrière. 
Des restes de mammouths, rhinocéros et rennes furent également découverts.
Cette mandibule complète le crâne découvert à Néandertal en 1865,.
Ces fossiles de la Naulette sont datés du Paléolithique moyen,.